# Republika Komi

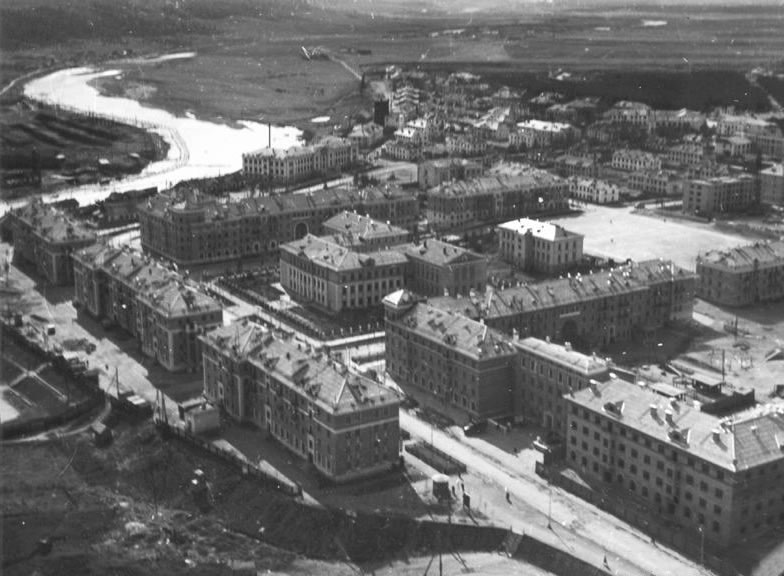
Uchta w latach 50. XX wieku

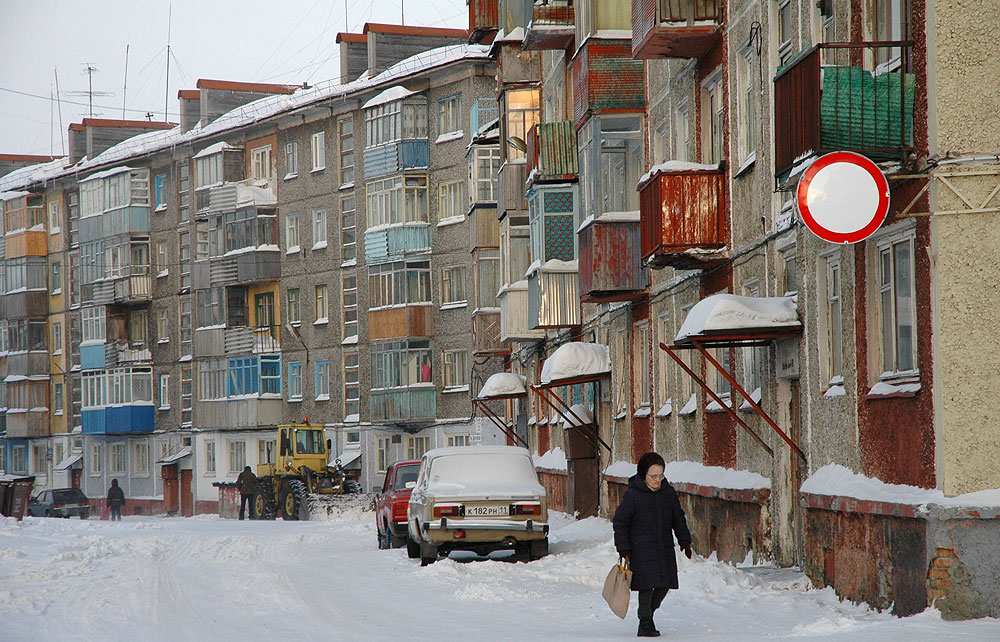
Workuta

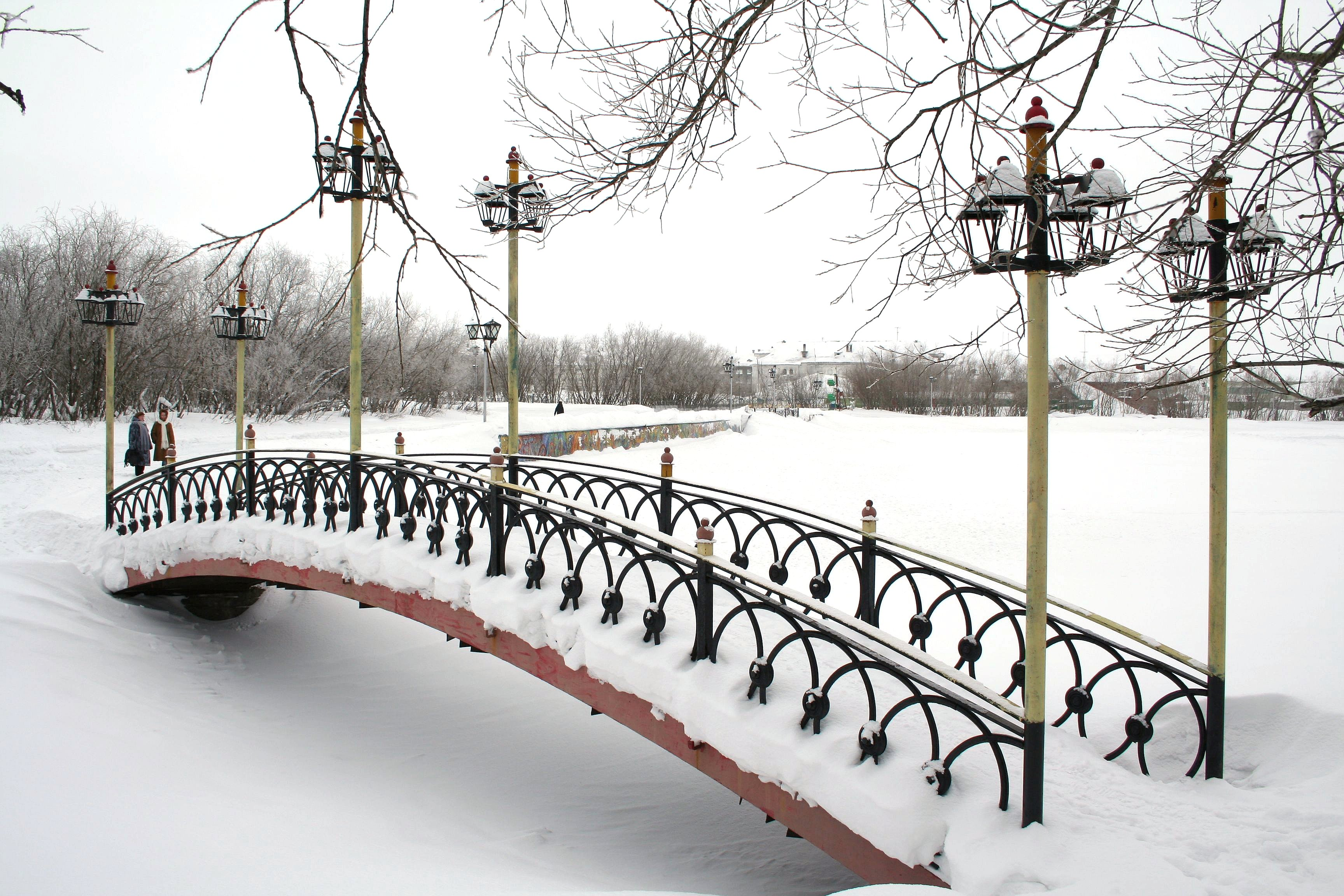
fragment parku w Workucie

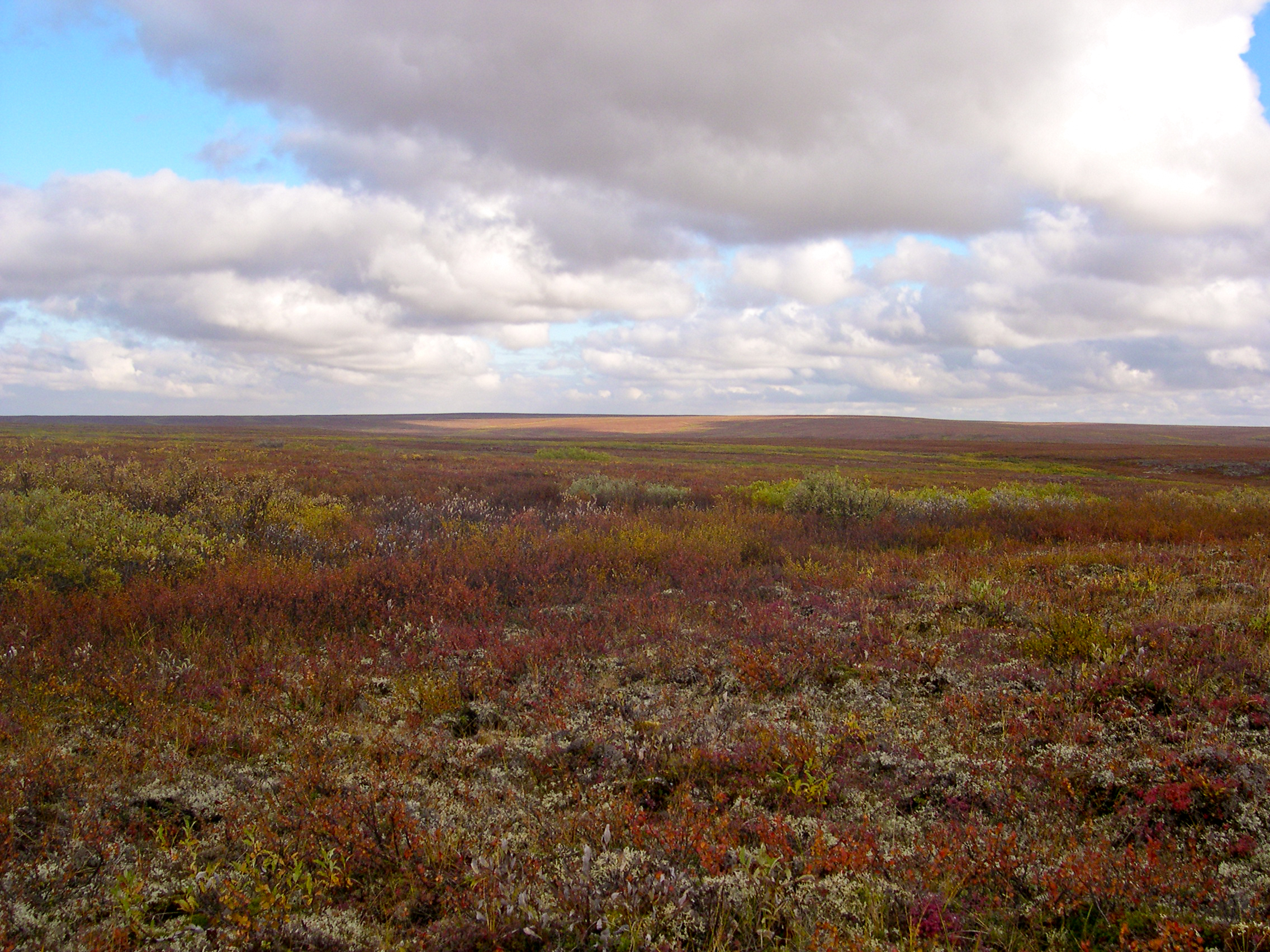
tundra – typowy krajobraz kraju

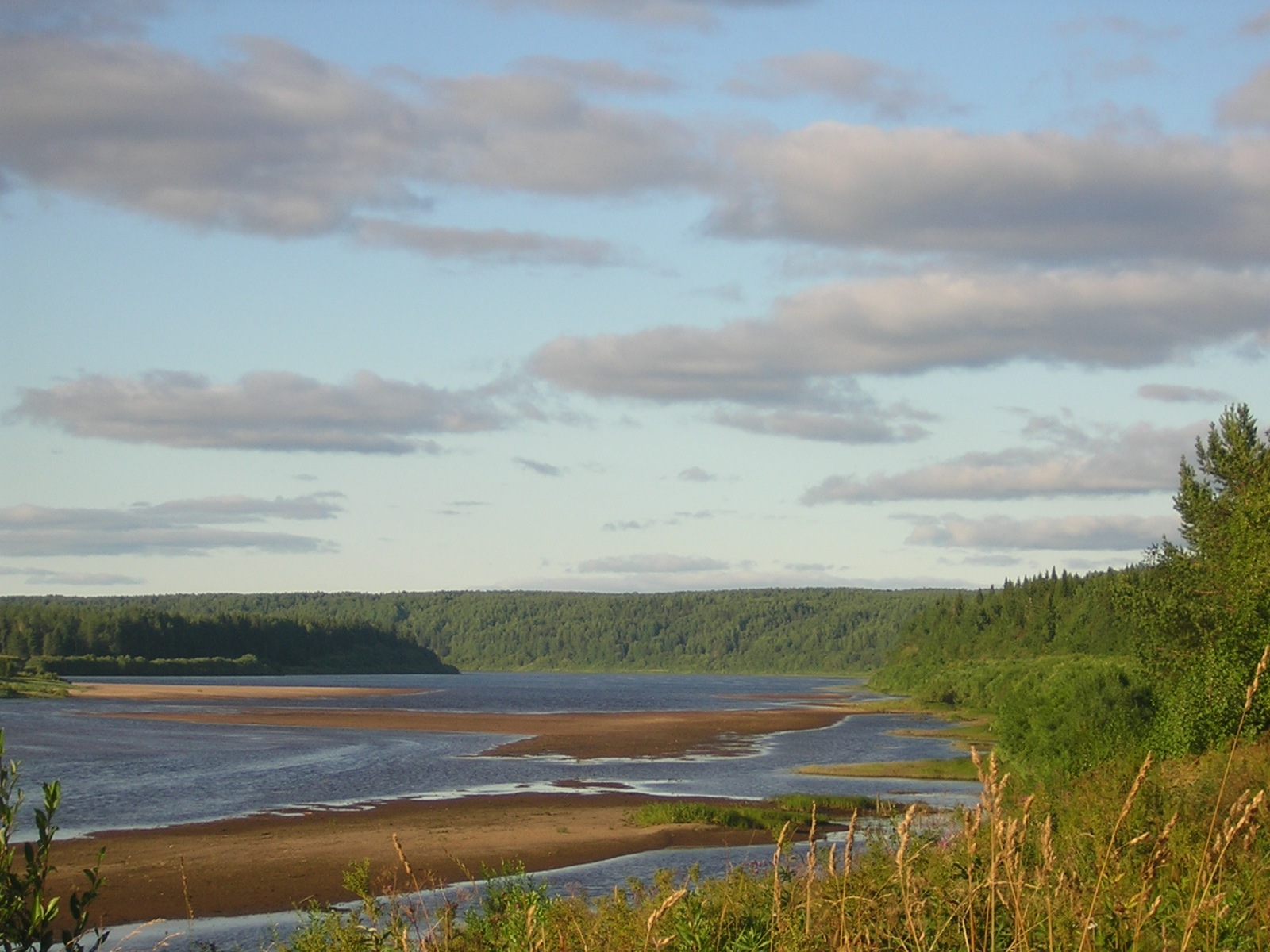
rzeka Wym

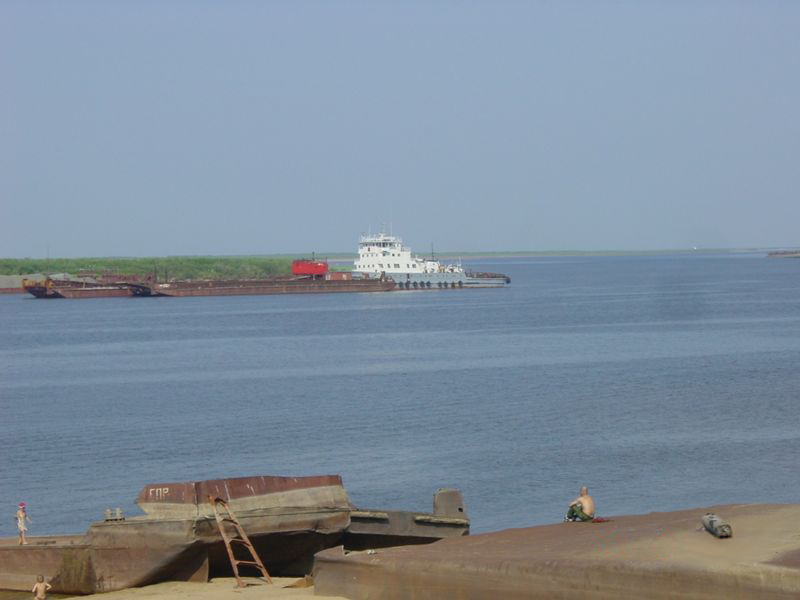
rzeka Peczora

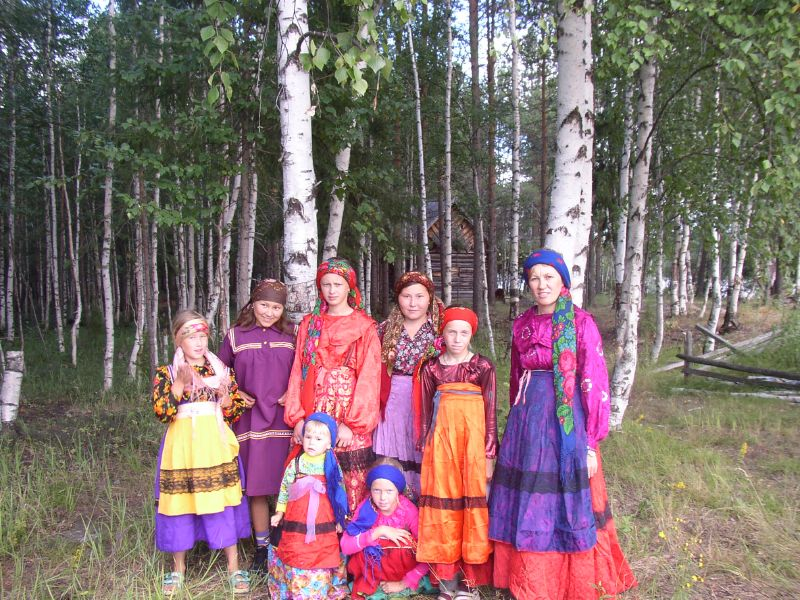
Komiacy – rdzenni mieszkańcy kraju

Komi (ros. i komi Коми), pełna nazwa Republika Komi (ros. Республика Коми, komi Коми Республика) – republika w składzie Federacji Rosyjskiej.

## Geografia
Republika Komi leży po zachodniej stronie gór Ural, na północnym wschodzie Niziny Wschodnioeuropejskiej, w północno-wschodniej europejskiej części Rosji. Graniczy z Krajem Permskim, obwodami: archangielskim, kirowskim, swierdłowskim oraz z okręgami autonomicznymi: Nienieckim, Chanty-Mansyjskim i Jamalsko-Nienieckim.
Terytorium republiki zajmuje 415 900 km² (15. na terenie Rosji), zamieszkuje ją zaledwie 1 019 000 mieszkańców (54. na terenie Rosji), gęstość zaludnienia równa jest 2,44 osoby/km². Stolicą republiki jest Syktywkar, położony w południowo-zachodniej części republiki. Językami urzędowymi są język rosyjski i język komi.
Lasy zajmują ponad 70% terytorium republiki, a bagna około 15%.
Ponad 32 800 km² północnej części Republiki Komi jest pokryte dziewiczymi lasami Komi. Jest tu Peczorsko-Iłycki Rezerwat Biosfery, który wraz z Parkiem Narodowym „Jugyd Wa” został w 1995 wpisany na Listę Światowego Dziedzictwa UNESCO.
Znajduje się tu też Park Narodowy „Kojgorodzkij”.

## Strefa czasowa
Od 2014 r. Komi należy do moskiewskiej strefy czasowej (MSK). UTC +3:00 przez cały rok. Wcześniej, przed 27 marca 2011 roku, na terenie republiki obowiązywał czas standardowy (zimowy) strefy UTC+3:00, a czas letni – UTC+4:00.

## Hydrologia

### Rzeki
Większość obszaru Komi leży w dorzeczu dużych równinnych rzek: Wyczegdy, Łuzy, Mezeni i Waszki. Prócz rzek typu równinnego przez teren kraju płyną też rzeki górskie. Są nimi prawe dopływy Peczory, m.in. Unja, Iłycz, Podczerem, Szczugor i in.
Głównymi rzekami Komi są:
- Iżma
- Mezeń
- Peczora
- Sysoła
- Usa
- Waszka
- Wyczegda
- Wym

Od wieków rzeki Komi odgrywały znaczącą rolę przy zasiedlaniu i zagospodarowywaniu zarówno tego kraju, jak i regionów położonych dalej na wschód. Już w XII wieku przez obszar dzisiejszej republiki (określanej wówczas mianem) przebiegała tzw. wielka nowogrodzka droga do Jugry (tj. dzisiejszego Chanty-Mansyjskiego Okręgu Autonomicznego – Jugry) (ros. великий новгородский чрезкаменный путь в Югру), której znaczna część wiodła właśnie ułatwiającymi komunikację licznymi rzekami Komi.

### Jeziora
Na terenie Komi znajduje się ponad 78 tysięcy jezior, które łącznie zajmują obszar ok. 4,5 tys. km², jednak 98% tych zbiorników wodnych to jeziora niewielkie, o powierzchni nieprzekraczającej 0,5 km².
Jeziora te podzielić można ze względu na pochodzenie, jak też ze względu na położenie. Pod względem genezy wśród lokalnych zbiorników wyróżnić można polodowcowe, krasowe, torfowiskowe i reliktowe. Z uwagi na lokalizację i związaną z tym faunę i florę jeziora dzielą się na tundrowe, tajgowe (leśne), górskie oraz zalewowe. Największe rozmiary posiadają reliktowe jeziora leśne, które jednak są na ogół płytkie; największą głębokość (do 50 m) mają jeziora górskie, które z kolei są niewielkie pod względem obszaru – rzadko przekraczają 1 km².
Największe jeziora
- Jezioro Sindorskie (ros. Синдорское озеро) – powierzchnia 35 km²
- Jezioro Jam (ros. Ям озеро) – powierzchnia 48,7 km²
- Wielkie Charbiejty (ros. Большое Харбейты) – powierzchnia 21 km², głębokość – do 17 m

Inne większe jeziora, ważne z gospodarczego, krajobrazowego lub ekologicznego punktu widzenia
- Jezioro Donty (Don) (powierzchnia – 4,6 km², długość – 20 km, średnia głębokość – 1,5 m)
- Jezioro Kadomskie (długość ok. 4 km, szerokość – 3,5 km)
- Jezioro Wad
- Jezioro Dodźskie
- Jezioro Wiejsakoty (powierzchnia – 6,3 km², długość – 3 km, szerokość – 0,6 km)
- Jezioro Wadybty
- Jezioro Smolne (Smolmoje)
- Jezioro Tielpos (górskie, głębokość 49,5 m, powierzchnia – 0,25 km²)
- Jezioro Długie (Dlinnoje) (górskie, głębokość 40–50 m)
- Jezioro Torgowoje (górskie, głębokość 40–50 m)

### Bagna
Bagna zajmują ok. 7,7% powierzchni Komi, tj. 3,2 mln ha. Obszary te stanowią odrębne ekosystemy, silnie oddziałujące na tereny sąsiednie poprzez wpływ na poziom wód gruntowych, akumulację wilgoci i oczyszczanie wód z zanieczyszczeń, a także jako miejsca lęgowe licznych gatunków ptaków.
Największe bagna:
- Bagno usińskie (Усинское болото) – 139,190 ha
- Okiean (“Ocean”) (Океан) – 178,975 ha
- Dziorniur (Дзёрнюр) – 32,228 ha
- Tybjuniur (Тыбъюнюр) – 60,042 ha
- Martiuszewskie (Мартюшевское) – 9,285 ha

## Górnictwo
Na terenie republiki wydobywa się: węgiel, ropę naftową, gaz ziemny, złoto i diamenty.

## Klimat
Większość obszaru republiki leży w strefie klimatu umiarkowanego chłodnego, typu kontynentalnego, jedynie północne skrawki kraju pozostają w strefie klimatu subpolarnego.
Zima na tym obszarze jest dość długa i bardzo chłodna; średnia temperatura najchłodniejszego miesiąca – stycznia waha się od −17 °C na południu kraju do −20 °C w części północnej. Lato, jakkolwiek krótkie, jest dość ciepłe – średnia temperatura lipca to od +11 °C na północy do +15 °C na południu republiki.
W regionie występuje dość wysoki poziom opadów – średnio ok. 700 mm; opady te mają głównie postać deszczu, a ich największe nasilenie ma miejsce w sierpniu.

## Historia
Od średniowiecza tereny dzisiejszej republiki wchodziły w skład Państwa Nowogrodzkiego; pod koniec XV wieku stały się częścią Państwa Moskiewskiego. Obszary te były ważnym źródłem futer. Z racji surowego klimatu i braku dróg ziemie Komi pozostawały bardzo słabo zaludnione.
W XVIII wieku tereny dzisiejszej republiki wchodziły w skład guberni archangielskiej, w której ramach stanowiły 3 ujezdy (jareński, solwyczegodzki i pustoziorski); w 1780 z części terenu ujezdu jareńskiego wydzielono ujezd ust-sysolski. Niższą od ujezdu jednostką podziału administracyjnego była wołost (ros. волость) – jednostka zbliżona do polskiej gminy.
Na początku XX wieku niewielkie części dzisiejszego obszaru Komi wchodziły też w skład guberni wołogodzkiej i wiackiej.

Godło Komijskiej ASRR

### Komi w czasach Związku Radzieckiego
W latach 30. odkryto na terenie Komi duże zasoby węgla kamiennego (eksploatacja rozpoczęła się jednak dopiero w latach II wojny światowej, gdy Wehrmacht zajął dostarczające węgla na potrzeby radzieckiej gospodarki obszary zagłębia Donbasu). W latach 30. rozpoczęto w Komi budowę przemysłu, zbudowano koleje i drogi. Spowodowało to szybki napływ osadników (głównie Rosjan) i wzrost zaludnienia.
Od lat 30. do 50. XX wieku obszar republiki był ważnym punktem na mapie radzieckiego systemu obozów – Gułagów. Część ówczesnych obozów funkcjonuje do dziś jako więzienia lub kolonie karne.

### Komi w niepodległej Rosji
Po upadku ZSRR przemysł republiki (główne źródło dochodów mieszkańców) znalazł się w kryzysie. Spowodowało to znaczną emigrację, w konsekwencji czego w latach 1990–2007 liczba mieszkańców kraju spadła o 22%.

#### Historia autonomii komiackiej
Autonomia Komiaków utworzona została 22 sierpnia 1922, kiedy to zorganizowano Komi-Zyriański Obwód Autonomiczny. Tworzenie autonomicznych jednostek terytorialnych dla mniejszości narodowych było częścią polityki tzw. korienizacji, tj. przyznawania autonomii mniejszościom narodowym zamieszkującym obszary dawnego Imperium, poprzednio dyskryminowanym i rusyfikowanym przez carat. Obwód istniał do 5 grudnia 1936. Wtedy to zmieniono status tej autonomicznej jednostki administracyjnej – podniesiono jej rangę i poszerzono zakres autonomii, tworząc Komijską Autonomiczną Socjalistyczną Republikę Radziecką. Komijska ASRR została zlikwidowana w 1990 na fali zmian związanych z rozpadem ZSRR. Jej prawną kontynuacją jest obecna Republika Komi.

### Przywódcy Komi
- Jurij Aleksiejewicz Spiridonow 1994–2002
- Władimir Aleksandrowicz Torłopow 2002–2010
- Wiaczesław Michajłowicz Gajzer 2010-2015
- Sergej Anatoljewicz Gaplikow - 2016-2020
- Władimir Wiktorowicz Ujba 2020-2024
- Rostisław Ernstowicz Golsztejn - od listopada 2024 (tymczasowy pełniący obowiązki głowy Republiki)

## Ludność

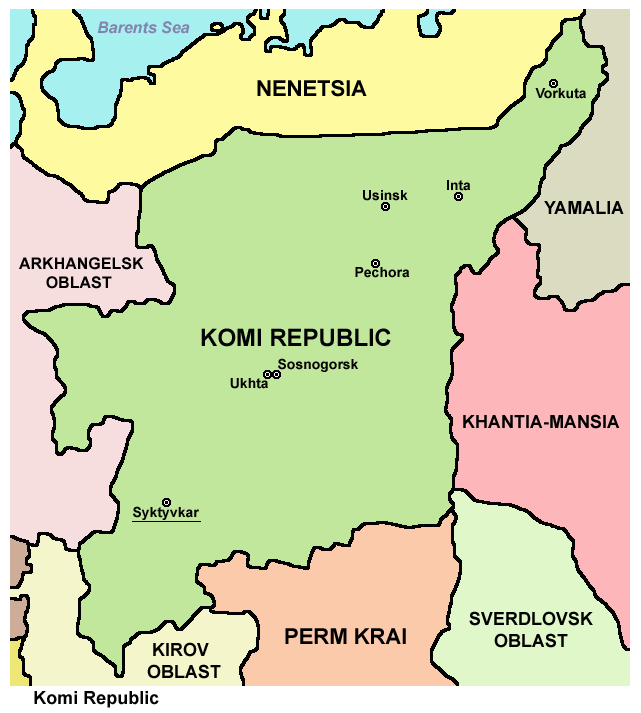

### Komiacy
Rdzenną ludnością kraju są ugrofińscy Komiacy (dawniej zwani też Zyrianami). Wywodzą się oni ze średniowiecznych plemion ugrofińskich, zamieszkujących tereny między jeziorem Ładoga a Uralem. Już od XI wieku podlegali ruskim (potem rosyjskim) wpływom kulturowym, które nasiliły się jeszcze w XIV i XV w., gdy ziemie Komi zostały formalnie włączone do Rosji. Na przełomie średniowiecza i epoki nowożytnej Komiacy pod wpływem Rosjan przyjęli religię prawosławną, choć do dziś, zwłaszcza na północy i na odizolowanych obszarach wiejskich zachowali elementy dawnego kultu przyrody.

### Statystyki demograficzne
Ludność ogółem: 975 000 (szacunkowo na koniec 2006)
- Ludność według miejsca zamieszkania:
  - ludność miejska: 75,7%
  - ludność wiejska: 24,3%
- liczba kobiet na 1000 mężczyzn: 1106
- Ludność według wieku
  - średnia wieku dla ogółu populacji: 34,5 lat
  - średnia wieku w miastach: 33,7 lat
  - średnia wieku na wsiach: 36,8 lat
  - średnia wieku mężczyzny: 32,3 lat
  - średnia wieku kobiety: 36,8 lat
- gospodarstwa domowe:
  - ogółem: 381 626
  - w miastach: 289 854
  - na wsiach: 91 772
- Przyrost naturalny (2005)
  - urodzenia: 10 975 (współczynnik urodzeń 11,1)
  - zgony: 15 074 (współczynnik zgonów 15,2)
  - ubytek naturalny: 4099 (- 4,1)

### Skład etniczny
Zmiany składu etnicznego populacji Komi w latach 1926–2002 (według danych spisowych)
|             | 1926            | 1939            | 1959            | 1970            | 1979            | 1989            | 2002            |
| ----------- | --------------- | --------------- | --------------- | --------------- | --------------- | --------------- | --------------- |
| Komiacy     | 191 245 (92,2%) | 231 301 (72,5%) | 245 074 (30,4%) | 276 178 (28,6%) | 280 798 (25,3%) | 291 542 (23,3%) | 256 464 (25,2%) |
| Rosjanie    | 13 731 (6,6%)   | 70 226 (22,0%)  | 389 995 (48,4%) | 512 203 (53,1%) | 629 523 (56,7%) | 721 780 (57,7%) | 607 021 (59,6%) |
| Ukraińcy    | 34 (0,0%)       | 6010 (1,9%)     | 80 132 (9,9%)   | 82 955 (8,6%)   | 94 154 (8,5%)   | 104 170 (8,3%)  | 62 115 (6,1%)   |
| Białorusini | 11 (0,0%)       | 3323 (1,0%)     | 22 339 (2,8%)   | 24 706 (3,1%)   | 24 763 (2,2%)   | 26 730 (2,1%)   | 15 212 (1,5%)   |
| Tatarzy     | 32 (0,0%)       | 709 (0,2%)      | 8459 (1,0%)     | 11 906 (1,5%)   | 17 836 (1,6%)   | 25 980 (2,1%)   | 15 680 (1,5%)   |
| Niemcy      | 15 (0,0%)       | 2617 (0,8%)     | 19 805 (2,5%)   | 14 647 (1,8%)   | 13 339 (1,2%)   | 12 866 (1,0%)   | 9246 (0,9%)     |
| inni        | 2246 (1,1%)     | 4810 (1,5%)     | 40 395 (5,0%)   | 42 207 (4,4%)   | 49 948 (4,5%)   | 67 779 (5,4%)   | 52 936 (5,2%)   |

### Wyznania
Zdecydowana większość populacji republiki wyznaje prawosławie. Prócz tego istnieje liczna grupa ateistów; z mniejszości religijnych najliczniejsi są muzułmanie (ok. 2%). Katolicy stanowią 0,4% populacji.

## Miasta i osiedla typu miejskiego
miasta i największe osiedla typu miejskiego (stan na 1 stycznia 2005)
| Nazwa                  | Nazwa rosyjska     | Liczba mieszkańców |
| ---------------------- | ------------------ | ------------------ |
| Syktywkar              | Сыктывкар          | 228 928            |
| Uchta                  | Ухта               | 103 064            |
| Workuta                | Воркута            | 82 000             |
| Peczora                | Печора             | 47 726             |
| Usinsk                 | Усинск             | 45 238             |
| Inta                   | Инта               | 38 772             |
| Sosnogorsk             | Сосногорск         | 29 203             |
| Worgaszor              | Воргашор           | 19 873             |
| Jemwa                  | Емва               | 15 777             |
| Siewiernyj             | Северный           | 14 228             |
| Wuktył                 | Вуктыл             | 14 031             |
| Niżnyj Odes            | Нижний Одес        | 11 654             |
| Mikuń                  | Микунь             | 11 409             |
| Żeszart                | Жешарт             | 9832               |
| Jariega                | Ярега              | 8519               |
| Troicko-Pieczorsk      | Троицко-Печорск    | 8499               |
| Krasnozatonskij        | Краснозатонский    | 8464               |
| Wodnyj                 | Водный             | 6662               |
| Ussogorsk              | Усогорск           | 5432               |
| Zapoliarnyj            | Заполярный         | 4498               |
| Wierchniaja Maksakowka | Верхняя Максаковка | 4010               |
| Wojwoż                 | Войвож             | 3673               |
| Szudajag               | Шудаяг             | 3620               |
| Komsomolskij           | Комсомольский      | 3426               |
| Kożwa                  | Кожва              | 3421               |
| Sindor                 | Синдор             | 2973               |
| Błagojewo              | Благоево           | 2607               |
| Wierchniaja Inta       | Верхняя Инта       | 2095               |
| Siedkyrkieszcz         | Седкыркещ          | 2011               |

## Gospodarka
Gospodarka Komi opiera się głównie na wydobyciu surowców energetycznych (ropa naftowa, gaz ziemny oraz węgiel) oraz wykorzystaniu lasów (przemysł drzewny i celulozowo-papierniczy).
Po rozpadzie ZSRR lokalna ekonomia pogrążona jest w kryzysie; spowodował on m.in. to, iż w ciągu ostatniego dwudziestolecia populacja kraju spadła o blisko ¼.

## Podział administracyjny
Republika Komi dzieli się na 15 rejonów municypalnych (ros. муниципальный район); 5 największych miast stanowi wydzielone okręgi miejskie.

### Rejony
- Rejon iżemski (ros. Ижемский район)
- Rejon kniażpogostski (ros. Княжпогостский район)
- Rejon kojgorodzki (ros. Койгородский район)
- Rejon kortkierosski (ros. Корткеросский район)
- Rejon priłuski (ros. Прилузский район)
- Rejon syktywdiński (ros. Сыктывдинский район)
- Rejon sysolski (ros. Сысольский район)
- Rejon troicko-pieczorski (ros. Троицко-Печорский район)
- Rejon udorski (ros. Удорский район)
- Rejon ust-cilemski (ros. Усть-Цилемский район)
- Rejon ust-kułomski (ros. Усть-Куломский район)
- Rejon ust-wymski (ros. Усть-Вымский район)
- Rejon Peczora (ros. Муниципальный район «Печора»)
- Rejon Sosnogorsk (ros.Муниципальный район «Сосногорск»)

### Okręgi miejskie
- Syktywkar (ros. Городской округ «Сыктывкар»)

### Okręgi
- Workuta (ros. Муниципальный округ «Воркута»)
- Wuktył (ros. Муниципальный округ «Вуктыл»)
- Inta (ros. Муниципальный округ «Инта»)
- Kniażpogostski (ros. Муниципальный округ «Княжпогостский»)
- Usinsk (ros. Муниципальный округ «Усинск»)
- Uchta (ros. Муниципальный округ «Ухта»)

### Surowce mineralne
Na obszarze Komi znajdują się złoża kopalin opałowych, zwłaszcza węgla (213 mld ton, z czego – węgiel kamienny, ok. 78%, węgiel brunatny – 19%, antracyt – 3%), łupków opałowych, asfaltytu, torfu (złoża: 12 mld ton) oraz ropy naftowej (blisko 4 mld ton) i gazu ziemnego (ok. 3 trylionów m³).
Ponadto na terenie republiki istnieją pokłady pierwiastków i minerałów wykorzystywanych w przemyśle chemicznym, przede wszystkim fosforytów, siarki, soli kamiennej i wapiennych, barytu i fluorytu.
Prócz tego w Komi wydobywane są wapienie i dolomity, gips, piaskowiec i kwarcyt. W górach Uralu na wschodzie znajdują się złoża kwarcu, rubinów, granatów, prehnitu i bursztynu. W różnych częściach kraju znajdują się także miejsca wydobycia agatów, jaspisu, marmuru (różnych typów), nefrytu, jadeitu itd.
Z rud metali odkryto m.in. tytan, rudy aluminium (boksyty) i metale szlachetne – zwłaszcza złoto (w Uralu Polarnym i na Timanie oraz w dorzeczu rzeki Korzym).

## Tablice rejestracyjne
Tablice pojazdów zarejestrowanych w Republice Komi mają oznaczenie „11” w prawym górnym rogu nad flagą Rosji i literami RUS.